# Arrondissement Anse-à-Veau

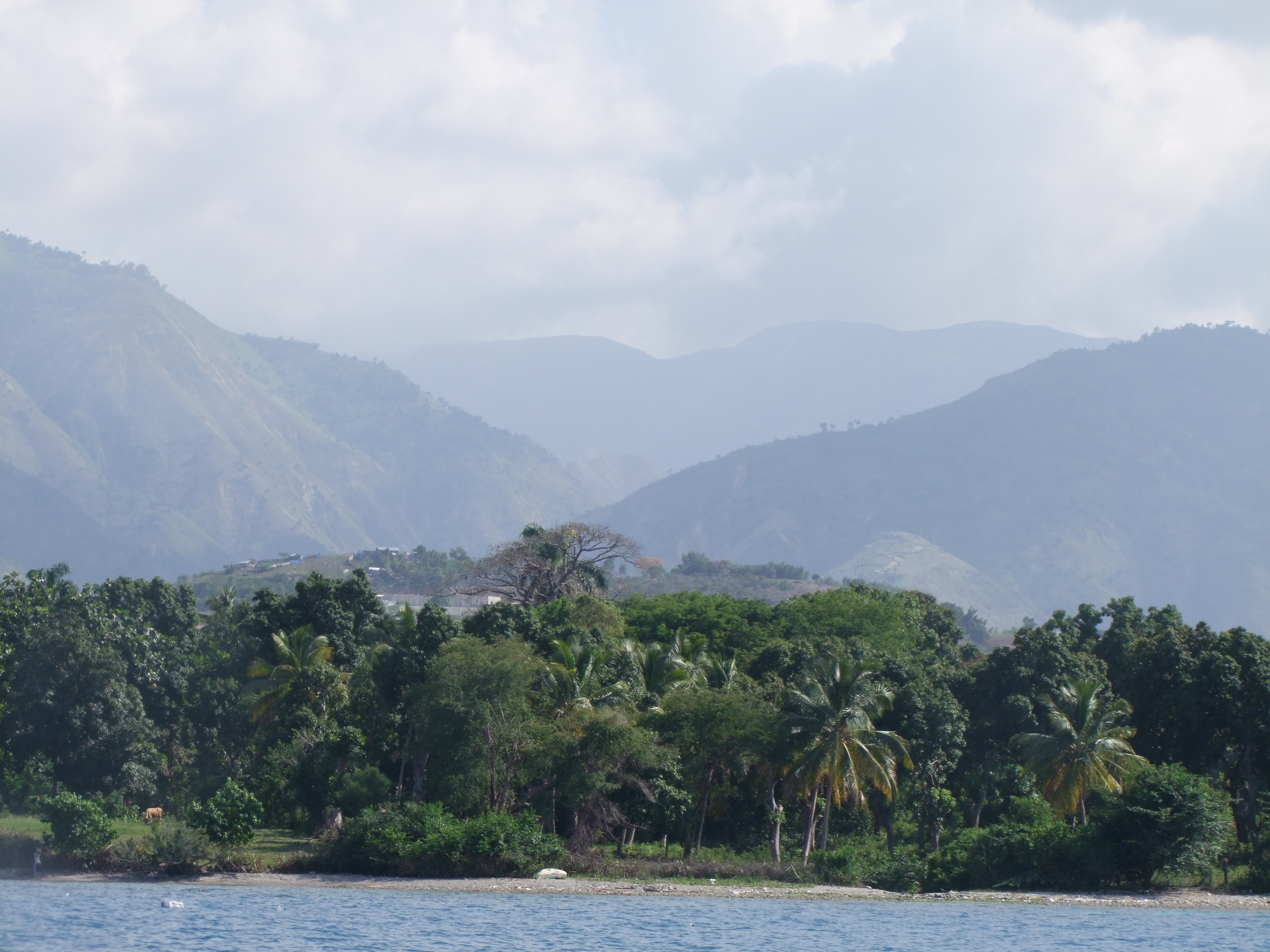
Landschaftsansicht der Küste Haitis bei Anse-à-Veau

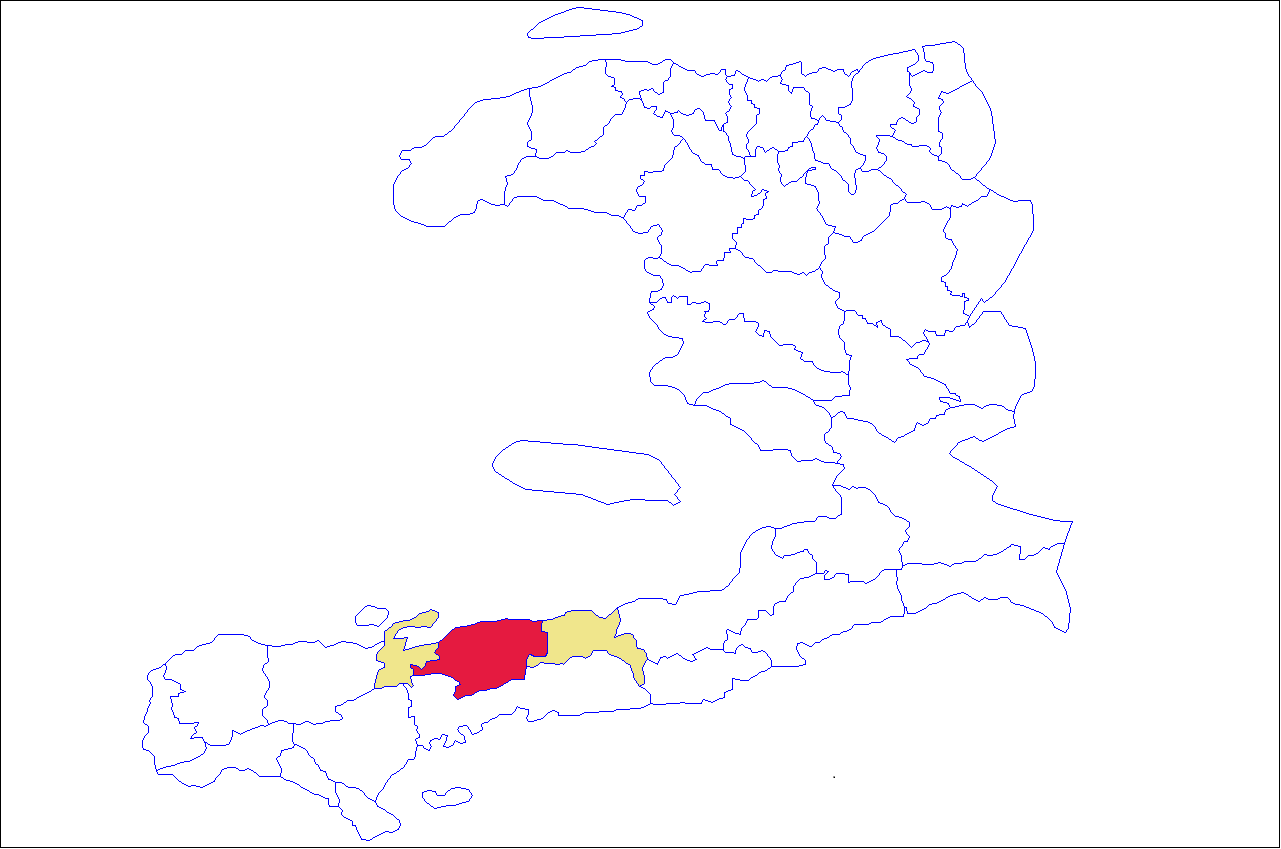
Lage des Arrondissement Anse-à-Veau in Haiti und im Département Nippes

Das Arrondissement Anse-à-Veau (haitianisch-kreolisch: Ansavo) ist eine der drei Verwaltungseinheiten des Département Nippes, Haiti. Hauptort ist die Stadt Anse-à-Veau.

## Lage und Beschreibung
Das Arrondissement liegt in der Mitte des Départements Nippes. Es grenzt im Norden an das Karibische Meer. Benachbart sind im Osten das Arrondissement Miragoâne, im Westen das Arrondissement Baradères und im Süden das Arrondissement Aquin im Département Sud.
In dem Arrondissement gibt es fünf Gemeindebezirke:
- Anse-à-Veau (rund 35.000 Einwohner),
- Arnaud (rund 20.000 Einwohner),
- L’Asile (rund 41.000 Einwohner),
- Petit-Trou-de-Nippes (rund 30.000 Einwohner) und
- Plaisance-du-Sud (rund 27.000 Einwohner).

Das Arrondissement hat rund 154.000 Einwohner (Stand: 2015).
Die Route Départementale RD-21 verläuft nahe der Küste von Petit-Trou-de-Nippes im Westen nach Miragoâne im Osten, wo sie in die Route Nationale 2 (RN-2), die den Süden des Arrondissements erschließt, mündet.